# Všestary (district de Hradec Králové)
Pour les articles homonymes, voir Všestary.
Všestary (en allemand : Schestar) est une commune du district de Hradec Králové, dans la région de Hradec Králové, en République tchèque. Sa population s'élevait à 1 759 habitants en 2022.

## Géographie
Všestary se trouve à 7 km au nord-ouest du centre de Hradec Králové et à 97 km à l'est-nord-est de Prague.
La commune est limitée par Čistěves et Máslojedy au nord, par Neděliště et Světí à l'est, par Hradec Králové et Stěžery au sud, et par Dolní Přím, Střezetice, Třesovice, Mokrovousy et Dohalice à l'ouest.

## Histoire
La première mention écrite de la localité date de 1360.

## Administration
La commune se compose de six sections :
- Bříza
- Chlum
- Lípa
- Rosnice
- Rozběřice
- Všestary

## Transports
Par la route, Všestary se trouve à 9 km de Hradec Králové et à 118 km de Prague. 